# 殊能将之
殊能 将之（しゅのう まさゆき、1964年1月19日 - 2013年2月11日）は、日本の推理作家。生前は覆面作家だったが、死後、本名：田波正と発表された。

## 経歴・人物
福井県出身。福井県立藤島高等学校卒業。高校時代から『SFマガジン』の石原藤夫のコラムなどに登場し「福井の天才」と呼ばれる。
名古屋大学理学部中退。在学中は名古屋大学SF研究会に所属し、SF、ミステリ、アニメなどの評論を発表。名古屋で勤務していたSF評論家中村融と親交を結ぶ。のちに中村は「知人」として殊能の日記に頻繁に登場することとなる。このころ、F.M.バズビー「きみの話をしてくれないか」を北沢克彦名義で翻訳。後に巽孝之編『この不思議な地球で』（紀伊國屋書店、1996年）に収録された。
大学中退後に上京。セミプロジン『SFの本』の編集長だった志賀隆生主催の編集プロダクション「オブスキュア・インク」に勤める。このころ、多数の個人ファンジンを製作。
その後、体調を崩して1995年7月末に退職して、帰郷。作家デビュー後も常に福井在住だった。
1999年、殊能将之の筆名で『ハサミ男』で第13回メフィスト賞を受賞してデビュー。
断片的な情報以外一切の個人情報を明かさない覆面作家であった。ペンネームは、『楚辞』の一編、屈原「天問」の“殊能将レ之”（しゅのうもてこれをひきいたる＝特殊な才能でこれ“軍勢”を率いる）という言葉からとられた。
独特のセンスと問題意識からくる創作法を持ち、博識とサーカズムを織り交ぜつつミステリの定石を組み替えるスタイルを得意とする。例えば「キマイラの新しい城」の巻末には大量の「参考文献」表示があるが、文庫版の解説を担当したSF評論家福本直美は「手元にある参考文献に目をとおしたが、この作品の内容とはほとんど無関係であり、それがこの作家の独特なところである」としている。
公式サイトの日記から、SFとミステリ（特に本格ミステリ）の熱烈なマニアだとわかる。特に愛好するのは、アメリカの作家であるアヴラム・デイヴィッドスンと、フランスの本格ミステリ作家ポール・アルテ。デイヴィッドスンについては、日本オリジナル短編集『どんがらがん』の編者を担当した。アルテについては、原語でいくつもの作品を読破し、読書日記においてその感想を述べたほか、作品の順位付けも行った。
蘊蓄や言葉遊び、創作料理を好み、作品にもそれらがガジェットとして登場していたが、自身の公式サイトを持ってからはその傾向はなくなった。
短編「キラキラコウモリ」（『ウフ.』2008年5月号掲載）以降、作家として公の活動はしていなかったが、公式サイトの日記（「memo」と称していた）やTwitterは頻繁に更新していた。
2013年2月11日死去。49歳没。同年、名古屋大学SF研究会から『Before mercy snow 田波正原稿集』が刊行された。
2015年に刊行された『殊能将之 未発表短篇集』の巻末に収録された大森望による「解説」で、「田波正」としての詳細なプロフィールが紹介された。2016年、『殊能将之 読書日記 2000-2009』が第47回星雲賞ノンフィクション部門の参考候補となった。

## 作品リスト

### 石動戯作シリーズ
- 美濃牛 - 第1回本格ミステリ大賞候補作[8]
  - 2000年4月、講談社ノベルス、ISBN 4-06-182123-7
  - 2003年4月、講談社文庫、ISBN 4-06-273720-5
- 黒い仏
  - 2001年1月、講談社ノベルス、ISBN 4-06-182167-9
  - 2004年1月、講談社文庫、ISBN 4-06-273936-4
- 鏡の中は日曜日 - 第2回本格ミステリ大賞候補作[9]
  - 2001年12月、講談社ノベルス、ISBN 4-06-182222-5
  - 2005年6月、講談社文庫、ISBN 4-06-275119-4 - 『樒 / 榁』を併禄
- 樒 / 榁（しきみ / むろ）
  - 2002年6月、講談社ノベルス、ISBN 4-06-182256-X
  - 『鏡の中は日曜日』に併禄される形で文庫化
- キマイラの新しい城
  - 2004年8月、講談社ノベルス、ISBN 4-06-182391-4
  - 2007年8月、講談社文庫、ISBN 4-06-275817-2

### その他の小説
- ハサミ男 - 第13回メフィスト賞受賞作
  - 1999年8月、講談社ノベルス、ISBN 4-06-182088-5
  - 2002年8月、講談社文庫、ISBN 4-06-273522-9
- 子どもの王様
  - 2003年7月、講談社 ミステリーランド、ISBN 4-06-270563-X
  - 2012年8月、講談社ノベルス、ISBN 978-4-06-182845-2
  - 2016年1月、講談社文庫、ISBN 978-4-06-293230-1
- 殊能将之 未発表短篇集
  - 2016年2月、講談社、ISBN 978-4-06-219959-9
  - 2022年8月、講談社文庫、ISBN 978-4-06-528983-9
  - 収録作品：犬がこわい / 鬼ごっこ / 精霊もどし / ハサミ男の秘密の日記

### 日記
- 殊能将之 読書日記 2000-2009
  - 2015年6月、講談社、ISBN 978-4-06-219444-0

### インタビュー
- 『小説すばる』（集英社）1999年11月号
  - 著者インタビュー「探偵役は自殺志願の殺人鬼！才気溢れる異色のミステリ『ハサミ男』
- 『ユリイカ』（青土社）1999年12月号
  - ミステリ・ルネッサンス特集　『本格ミステリVSファンタジー』（インタビュー小谷真理）
- 『ダ・ヴィンチ』（リクルート）2000年5月号
  - ミステリー作家新刊インタビュー（『美濃牛』について）（取材・文　杉江松恋／撮影　藤木憲太）
- 『月刊TVチョップ！』（エンターブレイン社）2000年7月16日 創刊号
  - (聞き手・構成　編集部／撮影　森鷹博）
- 『ミュージック・マガジン』（ミュージック・マガジン）2001年2月号
  - 『DJ的な発想で小説を書く気鋭のミステリー作家に聞く』（インタビュー　高橋修）
- 『ミステリー迷宮道案内』（リクルート）発売日： 2003年3月
  - 2000年5月号『ダ・ヴィンチ』に掲載されたミステリー作家新刊インタビュー（『美濃牛』について）の再録
- 『Anima Solaris』2006年3月
  - 著者インタビュー（インタビュー　雀部陽一郎・松崎）

### エッセイなど
- 『小説現代』（講談社）2000年1月号
  - 『誰にも言えなかった話　ミステリ作家の姉』と題したエッセイ。写真が掲載されており、その詳細は大学時代の後輩であるelekingが、こことここで説明している。
- 『2000本格ミステリ・ベスト10』（東京創元社）2000年度版
  - 2000本格ミステリ・ベスト10　アンケート回答
- 『新刊ニュース』（KKトーハン）2001年3月号
  - 『大阪近鉄バファローズに謝りたい』と題したエッセイ
- 『IN☆POCKET』（講談社）2002年8月号
  - もうひとつのあとがき『イタリア製のハサミ』と題したエッセイ
- 『IN☆POCKET』（講談社）2003年4月号
  - もうひとつのあとがき『洞戸村の思い出』と題したエッセイ
- 『子どもの王様』（講談社）発行年月日：2003年7月31日
  - 『わたしが子どもだったころ』と題したあとがき
- 『IN☆POCKET』（講談社）2005年6月号
  - もうひとつのあとがき『殊能将之に抗議する』と題したエッセイ（『鏡の中は日曜日』の登場人物である鮎井郁介名義）
- 『どんがらがん』（河出書房新社）発行年月：2005年10年26日
  - アヴラム・デイヴィッドスンの魅力についてや、収録作品の解説。
- 『文藝　2008年夏季号』（河出書房新社）
  - 特集：作家ファイル1998～2008内の現代作家50人ファイル（アンケートに回答。紹介文は林建太郎）
- 『SFマガジン』（早川書房）2009年 5月号
  - ベイリー＆ディッシュ追悼特集『ベイリー・ドゥルーズ・山田正紀』と題した、バリントン・J・ベイリー追悼文
- 『翻訳ミステリー大賞シンジケート』2010年6月8日更新
  - 『殊能将之の選ぶ変態本格ミステリ・ベスト５』と題されたエッセイ
- リレー短編集『9の扉』（マガジンハウス）発行年月日：2009年7月23日
  - 『コウモリと鳥のうち』と題したあとがき
- 『エステルハージ博士の事件簿』（河出書房新社）発行年月：2010年11月17日
  - 解説
- 『全貌フレデリック・ワイズマン――アメリカ合衆国を記録する』（岩波書店）発行年月：2011年8月25日
  - 「ミステリ映画としての『少年裁判所』」と題したコラム
- 『メフィスト』（講談社）2012 VOL.1
  - 講談社ノベルス30周年記念企画のMy Precious講談社ノベルス▶︎初めて衝撃を受けた講談社ノベルス
- 講談社ノベルス『子どもの王様』（講談社）発行年月日：2012年8月6日
  - ノベルス版あとがき
- 『メフィスト』（講談社）2013 VOL.3
  - 「ハサミ男の秘密の日記」と題された日記のような内容

### 共著・アンソロジー
- 9の扉 リレー短編集 - 短編小説「キラキラコウモリ」を収録
  - 2009年7月、マガジンハウス、ISBN 978-4-8387-2004-0
  - 2013年11月、角川文庫、ISBN 978-4-0410-1095-2 - 書名を『9の扉』に改題

### 編著
- どんがらがん（アヴラム・デイヴィッドスン著）
  - 2005年10月、河出書房新社 奇想コレクション、ISBN 4-309-62187-2
  - 2014年2月、河出文庫、ISBN 978-4-309-46394-0